# Josef Pospíšil (překladatel)
Josef Pospíšil (30. května 1912 – ?1987) byl český překladatel z angličtiny, francouzštiny a němčiny.
Upozornil na sebe moderním překladem verneovky Cesta kolem světa za osmdesát dní, která vyšla s ilustracemi Adolfa Hoffmeistera.

## Překlady z angličtiny
- Jack London: Tulák po hvězdách
- Mark Twain: Život na Mississippi

## Překlady z francouzštiny
- Louis Aragon: Blanche aneb Zapomnění
- Roger Caillois: Pilát Pontský
- Albert Camus: Exil a království
- Benjamin Constant: Adolf
- Denis Diderot: Herecký paradox
- André Gide: Vatikánské kobky
- Alfred de Musset: Zpověď dítěte svého věku
- Françoise Saganová: Dans un mois, dans un an
- Jules Verne: Cesta kolem světa za osmdesát dní, Lodivod dunajský

## Překlady z němčiny
- Gotthold Ephraim Lessing: Hamburská dramaturgie

## Předmluvy
- Jean-Jacques Rousseau: O původu nerovnosti mezi lidmi